# Louzhangzi
Louzhangzi (kinesiska: 娄杖子乡, 娄杖子) är en socken i Kina. Den ligger i provinsen Hebei, i den norra delen av landet, omkring 210 kilometer öster om huvudstaden Peking.
Genomsnittlig årsnederbörd är 961 millimeter. Den regnigaste månaden är juli, med i genomsnitt 284 mm nederbörd, och den torraste är januari, med 2 mm nederbörd.